# 126245 Kandókálmán
126245 Kandókálmán è un asteroide della fascia principale. Scoperto nel 2002, presenta un'orbita caratterizzata da un semiasse maggiore pari a 2,2326827 UA e da un'eccentricità di 0,2056175, inclinata di 3,31941° rispetto all'eclittica.
È dedicato a Kálmán Kandó, inventore ed ingegnere ungherese.